# Fiat Talento

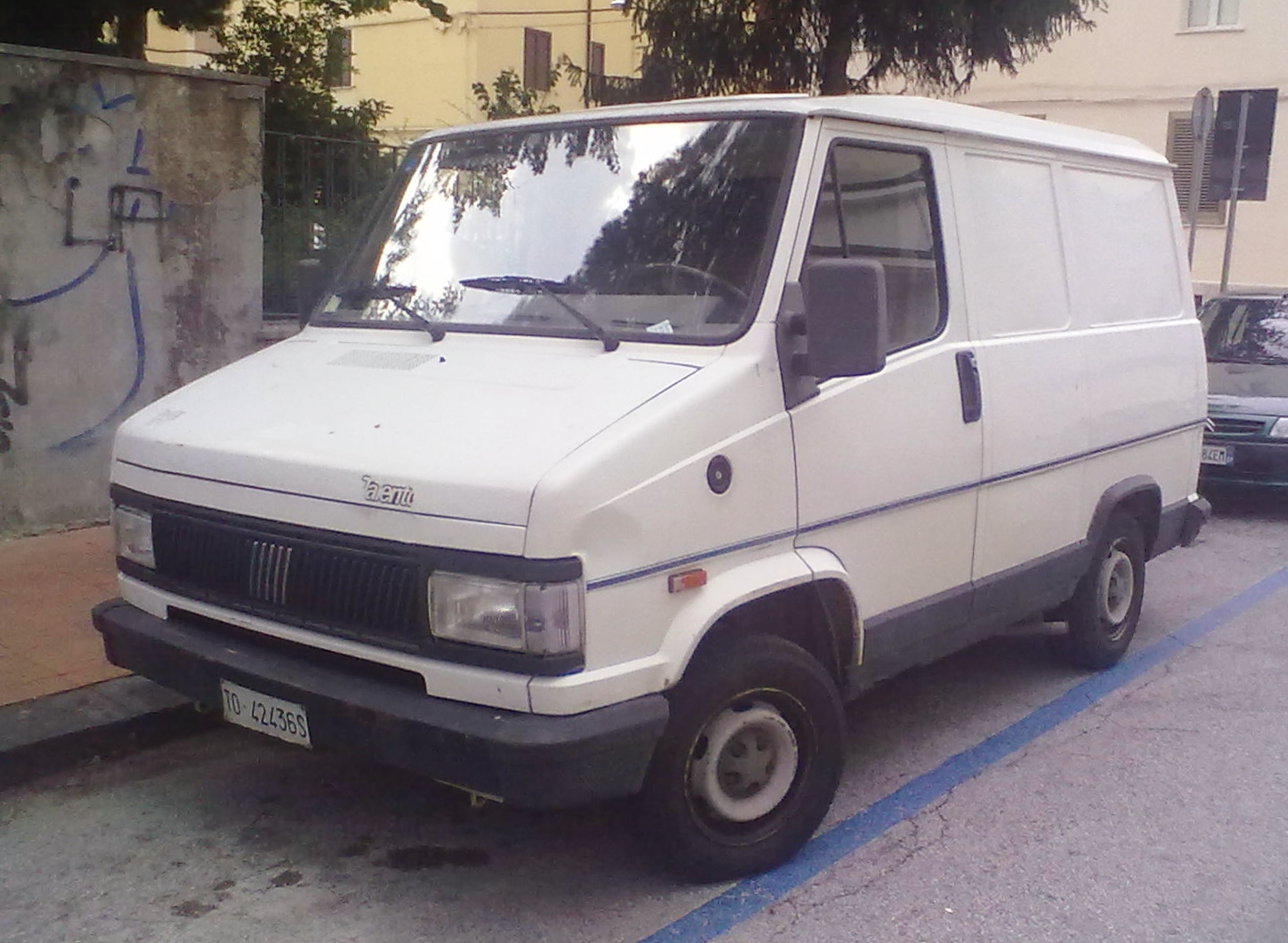
Fiat Talento (eerste generatie)

De Fiat Talento is een lichte bestelwagen die geproduceerd wordt door de Italiaanse autofabrikant FIAT, voor het eerst verkocht in 1989. Er zijn twee niet opeenvolgende generaties.
Talento is de Italiaanse benaming voor talent, een geldswaarde in de oudheid. Deze naam sluit geheel aan bij de gewoonte van Fiat om hun bedrijfswagenmodellen te vernoemen naar oude munten, zoals de Fiat Ducato (dukaat), Fiat Marengo (napoleon), Fiat Penny (penning), Fiat Fiorino (florijn), Fiat Doblò (dubloen) en Fiat Scudo (scudo).

## Eerste generatie (1989-1994)
De eerste generatie Talento was een korte wielbasisversie van de eerste generatie Fiat Ducato, beschikbaar in één standaardversie met een laag dak en een kleine openslaande zijdeur in plaats van een schuifdeur. De Talento moest in het Fiat-bedrijfswagenprogramma de leegte opvullen die was achtergelaten bij het stopzetten van de Fiat 900T- en 238-productie.
In 1994 hield de productie op, toen de Ducato werd vernieuwd. De Fiat Scudo, die het volgende jaar werd uitgebracht en zich onder de Ducato bevond, wordt beschouwd als de directe vervanging van de eerste generatie Talento.

## Tweede generatie (2016-2020)

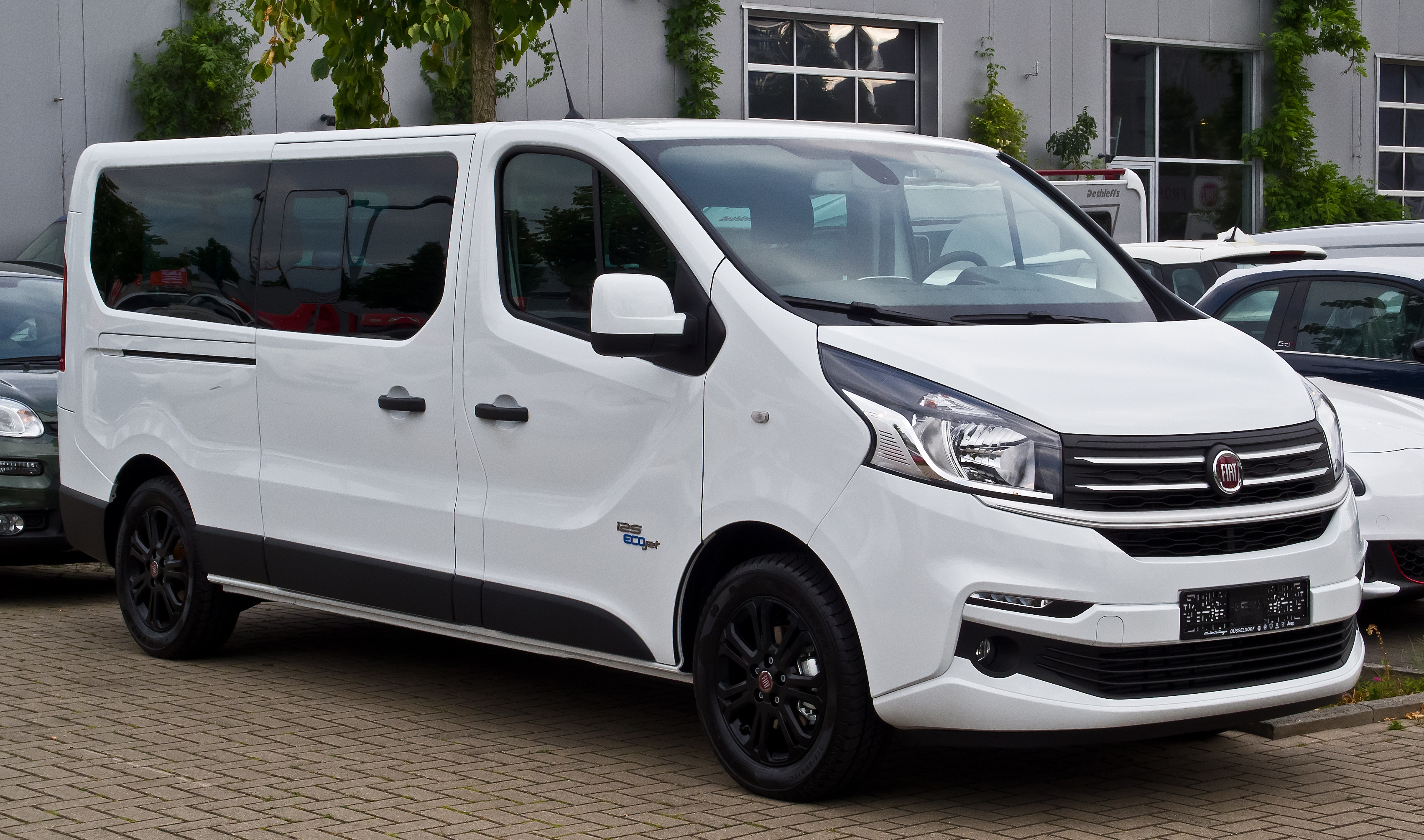
Fiat Talento (tweede generatie)

In juni 2016 bracht Fiat de nieuwe generatie Talento op de markt ter vervanging van Scudo. Het is een kloon van de Renault Trafic III en de Opel Vivaro B. Dit is het eerste voertuig dat het resultaat is van de samenwerking met Renault, na het einde van de samenwerking met PSA Peugeot Citroën op het segment van bedrijfswagens.
Huidige modellen: 
124 Spider ·
500 ·
500e ·
500L ·
500X ·
600 ·
Aegea ·
Argo ·
Cronos · 
Doblò · 
Ducato ·
Fiorino ·
Fullback ·
Linea ·
Palio · 
Panda · 
Punto · 
Qubo ·
Scudo · 
Siena ·
Strada ·
Tipo · 
Ulysse
Historische modellen na de Tweede Wereldoorlog: 
124 · 
125 · 
126 · 
127 · 
128 · 
130 · 
131 · 
132 · 
133 · 
147 · 
148 · 
242 ·
500 ·
600 · 
600 Multipla · 
850 · 
1100 · 
1200 · 
1300/1500 · 
1400/1900 · 
1800/2100 · 
2300 · 
Albea ·
Argenta · 
Barchetta · 
Bianchina ·
Bravo · 
Brío · 
Campagnola · 
Cinquecento · 
Coupé · 
Croma · 
Dino · 
Duna · 
Elba ·
Fiorino ·
Freemont ·
Grande Punto ·
Idea ·
Marea · 
Marengo · 
Mod 5 · 
Multipla · 
Oggi · 
Panorama · 
Penny · 
Prêmio · 
Regata · 
Ritmo · 
Sedici ·
Seicento · 
Spazio · 
Stilo ·
Talento · 
Tempra · 
Tipo · 
Turbina · 
Uno · 
Vivace · 
X1/9
Historische modellen voor de Tweede Wereldoorlog: 
1 · 
1T · 
10 HP · 
12 HP · 
24 HP · 
2B Torpedo · 
4 HP · 
501 · 
502 · 
503 · 
505/507 · 
508 · 
509 · 
510/512 · 
514 · 
515 · 
518 · 
519 · 
520 · 
521 · 
522 · 
524 · 
525 · 
527 · 
60 HP · 
70 · 
801 · 
1100 · 
1500 · 
2800 · 
Brevetti · 
Laundolet · 
Modello O · 
Tipo 2 · 
Tipo Torpedo · 
Topolino · 
Zero